# Ballsh
Ballsh (en albanès: Ballsh o Ballshi) és una ciutat al sud d'Albània, capital del districte de Mallakastër. La població segons el cens de 2011 era de 7.657.
El seu nom en llatí és Baletium. Ballsh està situada prop de l'antiga ciutat de Bil·lis. Les invasions eslaves dels segles sisè i setè van provocar el declivi d'aquesta, per la qual cosa Ballsh va ser construïda amb materials que van ser saquejats de Bil·lis.
El seu clima és de tipus mediterrani i està envoltada pels pujols de Mallakastra. Els camps al voltant de la ciutat són rics en petroli, per la qual cosa es troba envoltada de pous petrolífers, establerts durant la dictadura. L'equip local KS Bylis Ballsh juga en la Kategoria Superiore, màxima categoria de la lliga de futbol d'Albània.

## Economia
La ciutat inclou una refineria, i la producció de nafta és significativa. La refineria era propietat de Taçi Oil a través ARMO (Anika Mercuria Refinery Associated Oil, propietat d'Anika Enterprises). En 2013 ARMO va ser venuda a Heaney Assets Corporation, una corporació azerbaidjana.